# Zasław (gmina)
Zasław (Litewski) – dawna gmina wiejska funkcjonująca pod zwierzchnictwem polskim w latach 1919–1920 / 1921 na obszarze tzw. administracyjnego okręgu mińskiego. Siedzibą władz gminy był Zasław (Litewski) (Заслаўе).
Początkowo gmina należała do powiatu mińskiego w guberni mińskiej. 15 września 1919 roku gmina wraz z powiatem mińskim weszła w skład administrowanego przez Zarząd Cywilny Ziem Wschodnich okręgu mińskiego. 12 grudnia 1920 r. została przyłączona do nowo utworzonego powiatu stołpeckiego pod Zarządem Terenów Przyfrontowych i Etapowych.
Po wytyczeniu granicy II RP obszar gminy znalazł się ostatecznie w Białoruskiej SRR.